# ساپتاگیری
ساپتاگیری (تلگویی: సప్తగిరి؛ زادهٔ حیدرآباد) کمدین اهل هند است.
وی بازیگر فیلم‌هایی همچون ولگرد، الهه، ما، کلمبوس، مرد جوان افسونگر است، سرقت، هویت، گانش، قطار ونکاتادری، مسیر عشق، سلامی محض رضای عشق، ترک، داماد فوق‌العاده، اتاق خواب پادشاه، روح ۲ و دویدن بوده است.